# Jacob Biltius

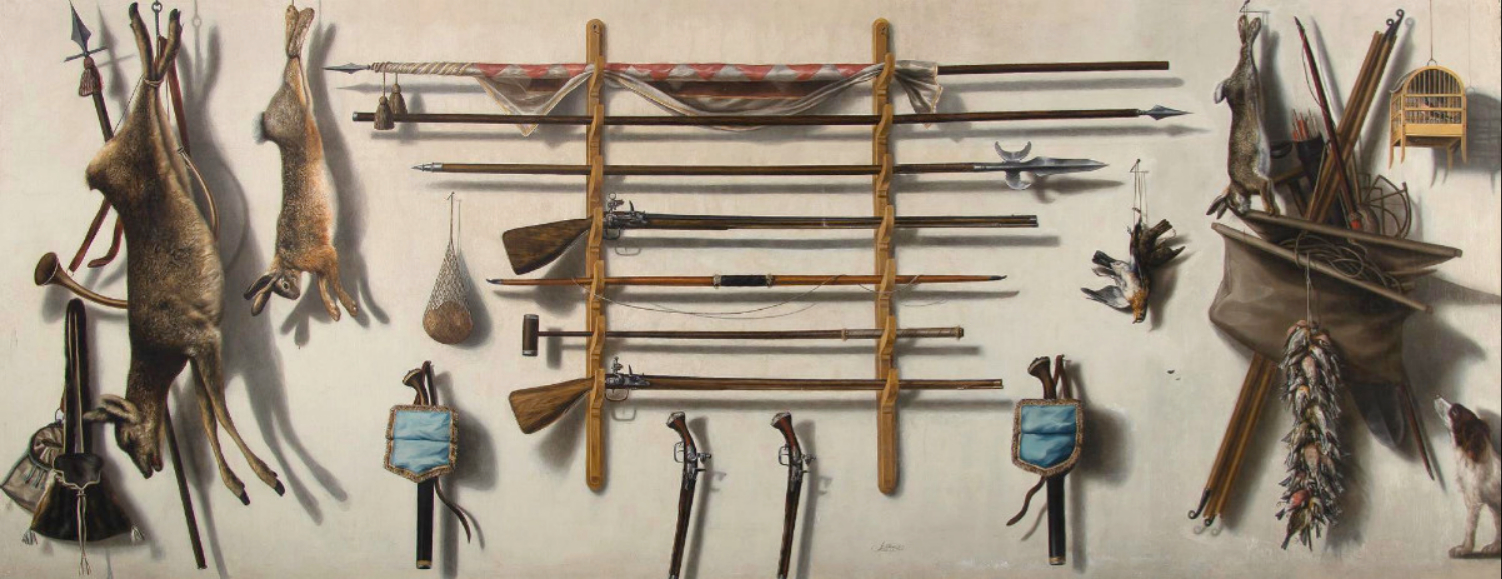
Trampantojo con armas y parafernalia de caza, óleo sobre lienzo, 180,3 x 461,6 cm, Kunsthandel P. de Boer, Ámsterdam.

Jacob Biltius o  Jacobus Biltius (La Haya, 1633-Bergen op Zoom, 1681) fue un pintor barroco holandés especializado en bodegones de cocina, caza y trampantojos.
Bautizado el 27 de noviembre de 1633, fue discípulo de Pieter de Putter, pintor de bodegones y retratos. De 1651 a 1661 se documenta su actividad en La Haya, primero como maestro de Carel Hardy y posteriormente como miembro de la Confrerie Pictura o hermandad de los pintores. Hacia 1661 se trasladó a Ámsterdam, donde habría permanecido hasta 1666, cuando se estableció en Maastricht. En 1672 se le encuentra inscrito como maestro en el gremio de San Lucas de Amberes, donde residía desde un año antes con su esposa. También podría haber trabajado algún tiempo en Leeuwarden antes de fallecer el 2 de agosto de 1681 en Bergen op Zoom. Un hijo, Cornelis Biltius, nacido en La Haya en 1653, fue también pintor de trampantojos en la misma línea del padre.
Biltius es autor de un considerable número de trampantojos y bodegones de caza fechados entre 1663 y 1677, caracterizados por su atención al detalle de los objetos, frecuentemente dispuestos sobre fondos claros sobre los que proyectan su sombra creando así la sensación ilusionista que caracteriza al género. El Museo del Prado conserva un bodegón de Armas y pertrechos de caza, con firma apócrifa «Dn. Diego Velázquez. Fe:», atribuido a Vicente Victoria por Alfonso E. Pérez Sánchez por su procedencia de la colección Estoup de Murcia, que podría, sin embargo, no ser pieza española en vista de la estrecha relación con el trabajo de Biltius.